# Атаял
Атаял, также таян или таял (кит. 泰雅族, пиньинь Tàiyǎ, палл. тайя) — одна из коренных народностей Тайваня. На 2000 год численность атаял составляла 91 883 человек — примерно 23,1 % тайваньских коренных жителей (в то время, как считалось, это был второй по численности коренной народ Тайваня после амис). По данным на январь 2020 года численность атаял составила 92 084 человек, однако теперь это третий по численности коренной народ, поскольку в 2004 году из состава атаял исключили народность труку, которая теперь считается отдельно, а в 2008 году из атаял была выделена народность седик.
Говорят на атаяльском языке австронезийской семьи. Значение названия атаял — «выдающийся человек» или «смелый муж».

## Легенды
Согласно легендам атаял, молодая пара, парень и девушка, долго жили в согласии, но парень стеснялся дотронуться до девушки. Тогда она с помощью угля зачернила лицо и пришла к нему, притворившись другой. Парень полюбил её, и они стали жить вместе, у них родились дети.

## Происхождение
Первые свидетельства присутствия атаял были найдены в верховьях реки Чжошуй. В XVII веке они перешли через центральный хребет и поселились в дикой восточной местности, постепенно сосредоточившись в долине реки Лиу, где находится 79 селений атаял.

## Обычаи
Атаял занимались рыболовством, охотой, собирательством и переложным земледелием на горных полях. Племя практиковало ремёсла, ткачество, плетение сетей, обработку дерева. Известны атаялские танцы и музыка. Миф о происхождении народа объясняет и происхождение традиционной лицевой татуировки атаял «птасан» (p`tasan): мужская состоит из двух полосок на щеках и лбу, женская — из полос, расходящихся по щекам. Татуировка выражает способность мужчины защищать своё племя и способность женщины шить одежду и вести дом.
Ранее атаял славились своей воинственностью. Убив врага, они отрезали голову для демонстрации[кому?].
В период японского правления на Тайване произошёл «инцидент в Ушэ»: 7 октября 1930 года полицейский офицер Кацухико Ёсимура во время патруля стал свидетелем свадебной церемонии, в которой участвовал правнук Жудао Баи — вождя атаялов (по мнению японцев), однако фактически в Ушэ проживали представители народа седик, а не атаял. Тамада предложил офицеру традиционный стакан вина, но тот отказался, заявив, что не возьмёт вина «из рук, измазанных кровью животных». Тамада отвёл его в сторону, и заставил выпить. Согласно объяснениям офицера, «пытаясь освободиться из этих грязных рук», он «случайно» дважды ударил тамаду палкой. Завязалась драка, в результате которой офицер получил ранения. На следующий день тамада попытался исправить ситуацию, но офицер отказался принять вино в подарок. Отношения между атаялами и японцами резко ухудшились.
27 октября 1930 года вождь Жудао Баи и 1200 его соплеменников внезапно напали на Ушэскую начальную школу, где проходил спортивный праздник с участием большого количества японцев. Ими было убито 134 японца и 2 тайваньца, 215 японцев ранено. В результате ответной карательной операции, согласно японским данным, были убиты либо покончили с собой 700 атаялов. Кроме того, из 500 атаял, сдавшихся японцам и формально находившихся под защитой японских властей, 200 были убиты соперничающими племенами.
Данное историческое событие легло в основу фильма «Воины радуги» тайваньского режиссера Вэй Дэшэна.

## Одежда
Одежда атаял украшена геометрическими орнаментами в белых и красных тонах. Горизонтальные линии символизируют радугу — мост к месту, где живут духи умерших предков. Регулярные ромбы на одежде трактуются как глаза предков, защищающих атаял.

## Современные атаял
Самая северная община атаял — селение Улай, 25 км к югу от Тайбэя, название селения означает «горячие источники». В селении открыт Улайский музей атаял.
Христианская община атаял Смангус, обособленно живущая в труднодоступной горной местности, стала популярной среди туристов как образец коллективной жизни атаял.
Атаял говорят на атаяльском языке и на китайском. Язык атаял остаётся в активном обиходе.
Среди атаял приобрели известность певица Лэнди Вэнь, политик Май Цзинь и актриса Сяо Сюнь.